# Romen
Pour la rivière en Ukraine, voir Romen (rivière).
Romen est un mencey (ou roi guanche) des îles Canaries du Menceyato de Daute à Tenerife.
À l'arrivée d'Alonso Fernández de Lugo en 1494, Romen s'allia avec le mencey Bencomo contre l'invasion espagnole. Après la défaite, Romen livra son territoire au printemps 1496 dans la loi connue sous le nom de Paz de Los Realejos. Romen fut emmené en Espagne pour y être présenté aux Rois Catholiques.
La date et le lieu de sa mort étant inconnus, il pourrait avoir été emmené en esclave et transféré en République de Venise. D'autres auteurs considèrent que, malgré son appartenance à la faction de la guerre, il a peut-être été libéré sous surveillance, mais en dehors de l'île de Tenerife.

## Autres rois de Tenerife

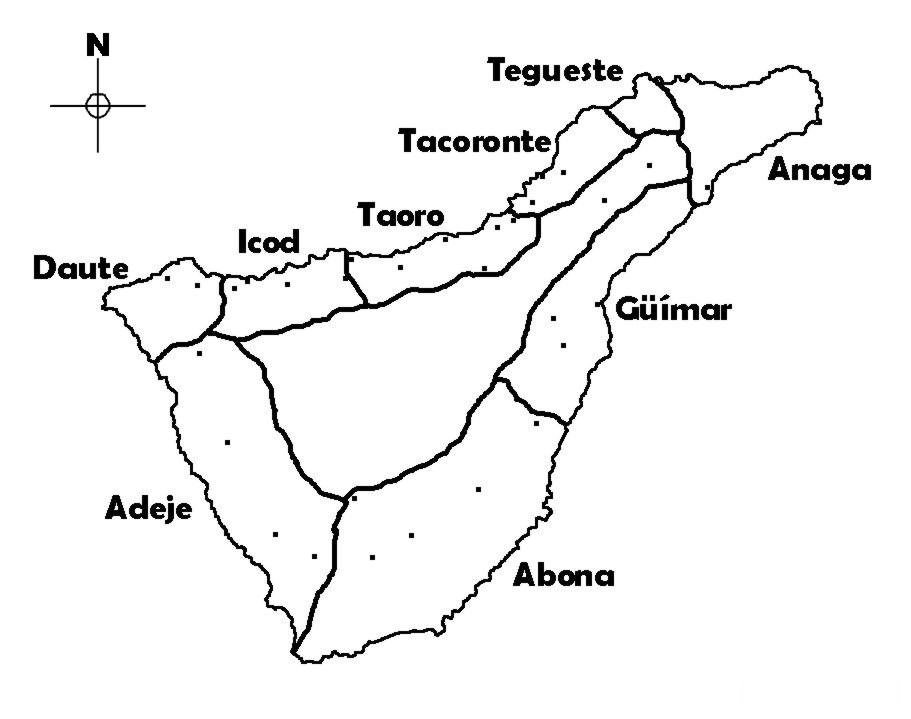
Menceyatos de Tenerife

Cent ans avant la conquête, Tinerfe régnait sur toute l'île unifiée de Tenerife.
À l'époque de la conquête espagnole, l'île de Tenerife comptait 8 autres menceyes :
- Acaimo : (Menceyato de Tacoronte).
- Adjoña : (Menceyato de Abona).
- Añaterve : (Menceyato de Güímar).
- Bencomo : (Menceyato de Taoro) - puis Bentor, à la mort de Bencomo.
- Beneharo : (Menceyato de Anaga).
- Pelicar : (Menceyato de Adeje).
- Pelinor : (Menceyato de Icode).
- Tegueste : (Menceyato de Tegueste).